# Marathon van Madrid 1988
De marathon van Madrid 1988 werd gelopen op zondag 24 april 1988. Het was de elfde editie van deze marathon.
De overwinning ging bij de mannen naar de Spanjaard Juan Antonio Garcia in 2:14.32. Hij verbeterde hiermee het parcoursrecord. Op de finish had hij een ruime voorsprong op Enrique Cortinas, die in 2:18.08 finishte. Bij de vrouwen was de Poolse Czeslawa Mentlewicz het snelste; zij finishte in 2:37.19. Net als bij de mannen verbeterde ook zij met haar tijd het parcoursrecord.

## Uitslagen

### Mannen
| rang   | naam                | land | tijd    |
| ------ | ------------------- | ---- | ------- |
| Goud   | Juan Antonio Garcia | ESP  | 2:14.32 |
| Zilver | Enrique Cortinas    | ESP  | 2:18.08 |
| Brons  | Wieslaw Dubiel      | POL  | 2:18.14 |
| 4      | Francisco Pastor    | ESP  | 2:18.34 |
| 5      | Santiago Garcia     | ESP  | 2:19.32 |
| 6      | Mariano Gomez       | ESP  | 2:19.38 |
| 7      | Tomas Oliveras      | POR  | 2:19.46 |
| 8      | Jose Jorge Herrera  | ESP  | 2:20.11 |
| 9      | Jozef Mitka         | POL  | 2:20.42 |
| 10     | Jose Luis Diaz      | ESP  | 2:21.08 |
| 11     | Jose Angel Zapata   | VEN  | 2:22.00 |

### Vrouwen
| rang   | naam                | land | tijd    |
| ------ | ------------------- | ---- | ------- |
| Goud   | Czeslawa Mentlewicz | POL  | 2:37.19 |
| Zilver | Joaquina Casas      | ESP  | 2:48.20 |
| 4      | Consuelo Alonso     | ESP  | 2:52.56 |

1978 ·
1979 ·
1980 ·
1981 ·
1982 ·
1983 ·
1984 ·
1985 ·
1986 ·
1987 ·
1988 ·
1989 ·
1990 ·
1991 ·
1992 ·
1993 ·
1994 ·
1995 ·
1996 ·
1997 ·
1998 ·
1999 ·
2000 ·
2001 ·
2002 ·
2003 ·
2004 ·
2005 ·
2006 ·
2007 ·
2008 ·
2009 ·
2010 ·
2011 ·
2012 ·
2013 ·
2014 ·
2015 ·
2016 ·
2017